# 9e méridien ouest
En géographie, le 9e méridien ouest est le méridien joignant les points de la surface de la Terre dont la longitude est égale à 9° ouest.

## Géographie

### Dimensions
Comme tous les autres méridiens, la longueur du 9e méridien correspond à une demi-circonférence terrestre, soit 20 003,932 km. Au niveau de l'équateur, il est distant du méridien de Greenwich de 1 002 km,.
Avec le 171e méridien est, il forme un grand cercle passant par les pôles géographiques terrestres.

### Régions traversées
En commençant par le pôle Nord et descendant vers le sud au pôle Sud, Le 9e méridien ouest passe par:
| Coordonnées         | Pays, Territoire et Mer | Notes |
| ------------------- | ----------------------- | --- |
| 90° 00′ N, 9° 00′ O | Océan Arctique          | |
| 82° 08′ N, 9° 00′ O | Océan Atlantique        | |
| 70° 52′ N, 9° 00′ O | Norvège                 | île Jan Mayen |
| 70° 49′ N, 9° 00′ O | Océan Atlantique        | |
| 54° 18′ N, 9° 00′ O | Irlande                 | De l'embouchure de l'Easky River (comté de Sligo) (54° 17′ 30″ N, 9° 00′ 00″ O ), à la plage d'Owenahincha (comté de Cork) (51° 33′ 50″ N, 9° 00′ 00″ O ), où il replonge dans la Mer Celtique Passe juste à l'est de Galway (à53° 16′ N, 9° 00′ O) |
| 51° 34′ N, 9° 00′ O | Océan Atlantique        | Golfe de Gascogne |
| 43° 14′ N, 9° 00′ O | Espagne                 | le Nord-Ouest de la Galice, entre Laxe (43° 13′ 01″ N, 9° 00′ 00″ O ) et l'Île de Sálvora |
| 42° 28′ N, 9° 00′ O | Océan Atlantique        | |
| 39° 48′ N, 9° 00′ O | Portugal                | Passe juste à l'est de Lisbonne (à 38° 42′ N, 9° 08′ O) |
| 38° 27′ N, 9° 00′ O | Océan Atlantique        | Passe juste à l'ouest du Cap Saint-Vincent , Portugal (à 37° 01′ N, 8° 59′ O) |
| 32° 47′ N, 9° 00′ O | Maroc                   | à l'Est d'Oualidia (province de Sidi Bennour) (32° 46′ N, 9° 00′ O ) - la région du Sahara Occidental (32° 46′ N, 9° 00′ O ) |
| 27° 40′ N, 9° 00′ O | Sahara Occidental       | revendiqué par le Maroc |
| 26° 00′ N, 9° 00′ O | Mauritanie              | |
| 15° 30′ N, 9° 00′ O | Mali                    | traverse la Région de Kayes et celle du Koulikoro, par le parc national de la Boucle du Baoulé; |
| 12° 22′ N, 9° 00′ O | Guinée                  | traverse les comtés de Nimba (depuis Ganta), de Grand Gedeh, et de Sinoe |
| 7° 14′ N, 9° 00′ O  | Liberia                 | |
| 4° 58′ N, 9° 00′ O  | Océan Atlantique        | |
| 60° 00′ S, 9° 00′ O | Océan Austral           | |
| 70° 27′ S, 9° 00′ O | Antarctique             | Terre de la Reine-Maud, revendiquée par la Norvège |